# OKBM Afrikantov
OKBM Afrikantov (rusko Опытное конструкторское бюро машиностроения им. И. И. Африкантова) je rusko podjetje (razvojni center), ki načrtuje jedrske reaktorje. Podjetje je bilo ustanovljeno leta 1945, sedež je v Nižnem Novgorodu. Podjetje je od leta 1998 poimenovano po inženirju Igorju Afrikantovu. OKBM Afrikantov je podružnica Rosatoma.
Podjetje je znano po jedrskih reaktorjih za pogon ruskih in sovjetskih jedrskih podmornic. 

## Reaktorji
Seznam nekaterih reaktorjev, ki jih je zasnoval Afrikantov ali pa bil prisoten:
| Oznaka    | Moč (MWe) | Tip reaktorja                   | Graditelj              | Status         |
| --------- | --------- | ------------------------------- | ---------------------- | -------------- |
| a         | 0         | a                               | a                      | a              |
| ABV       | 3-10      | Tlačnovodni                     | OKBM Afrikantov & IPPE | Dizajn         |
| OK-650    | 190       | Tlačnovodni                     | OKBM Afrikantov        | V delovanju    |
| KLT-20    | 20        | Tlačnovodni                     | OKBM Afrikantov        | Koncept        |
| KLT-40    | 35        | Tlačnovodni                     | OKBM Afrikantov        | V gradnji      |
| VBER-300  | 325       | Tlačnovodni                     | OKBM Afrikantov        | Certificiranje |
| VBER-150  | 110       | Tlačnovodni                     | OKBM Afrikantov        | Koncept        |
| BN GT-300 | 300       | Hitri reaktor hlajen z natrijem | OKBM, IPPE & SPb AEP   | Koncept        |
| BMN-170   | 170       | Hitri reaktor hlajen z natrijem | OKBM, IPPE & SPb AEP   | Koncept        |
| RITM-200  | 50        | Tlačnovodni                     | OKBM Afrikantov        | V gradnji      |
| GT-MHR    | 285       | Visokotemperaturni plinski      | OKBM Afrikantov        | Končan koncept |
| MHR-T     | 4х205.5   | Visokotemperaturni plinski      | OKBM Afrikantov        | Koncept        |
| MHR-100   | 25 - 87   | Visokotemperaturni plinski      | OKBM Afrikantov        | Koncept        |
| IRIS      | 335       | Tlačnovodni                     | OKBM (participant)     | Dizajn         |
| CEFR      | 20        | Reaktor, hlajen s tekočo kovino | OKBM (sodelovanje)     | V delovanju    |
| MBUR-12   | 12        | Hitri reaktor hlajen z natrijem | OKBM & IPPE            | Koncept        |
| SAKHA-92  | 1         | Tlačnovodni                     | OKBM                   | Koncept        |
| BN-800    | 800       | Hitri reaktor hlajen z natrijem | OKBM                   | V gradnji      |
| BN-1200   | 1200      | Hitri reaktor hlajen z natrijem | OKBM                   | V razvoju      |
| z         | 9999      | z                               | z                      |                |